# Lorenz Scheibenhart
Lorenz Scheibenhart ist eine Novelle von Wilhelm Raabe, die im Januar 1858 entstand und im selben Jahr in Westermann’s illustrirten deutschen Monats-Heften erschien. Die Buchausgabe kam 1859 bei Ernst Schotte in Berlin heraus. Meyen gibt acht Besprechungen aus den Jahren 1860 bis 1937 an.

## Inhalt
Im Alter erzählt Rittmeister Lorenz Scheibenhart, Veteran des großen Krieges, aus seinem Leben.
Am 7. April 1595 wurde Lorenz in Braunschweig geboren. Sein Vater, der Bader Martin Scheibenhart, wurde am 17. September 1604 als Mitstreiter Brabands hingerichtet. Zwei Monate später wird Lorenzens Mutter ins Gesicht geschlagen und mit dem Jungen für immer aus Braunschweig gewiesen. Die beiden Vertriebenen kämpfen sich mit einer kargen Brotration durch den unfreundlichen November und kommen in Wolfenbüttel bei Franz Algermann – einem Erzfeind der Braunschweiger – unter. In der Festung Wolfenbüttel residiert Herzog Heinrich Julius. Der Fürst lässt Hexen brennen.
Herr Algermann bildet Lorenz zum Schreiber aus. 1611 verliebt sich der Junge in Susanna Roden, die Tochter des Wirts „Zum springenden Roß“. Lorenz verliert die Schöne bald an einen fremden Reiter mit einem Federhut auf dem Kopfe – Levin Sander; später kaiserlicher Rittmeister. In seinem bescheidenen schwarzen Schreiber-Gewand kommt Lorenz nicht gegen den Reiter im schmucken Wams an. Der Junge klagt der todkranken Mutter sein Leid. Die vertröstet den Sohn auf eine Schönere, Treuere. Lorenz aber muss immer an die Geliebte denken. 1612 stirbt die Mutter. Herr Algermann sieht endlich ein, Lorenz ist nicht zum Schreiber geboren. Der Schützling darf, mit prächtigen Rößlein-Gülden beschenkt, in die Welt hinaus. Unterwegs wird Lorenz von Viehdieben aus dem Harz bis aufs Hemd ausgeraubt. Seine Reiterkarriere beginnt der Mittellose, schlecht Bekleidete als Soldat der freien Reichsstadt Goslar. Das Reich hat wieder einen neuen Kaiser.
Nach sechs Jahren Dienst in Goslar reitet Lorenz 1618 unter dem tollen Christian in den großen Krieg; zieht mit den Protestanten gegen die Katholiken; ficht gegen Tilly. Auf jedem Kriegsschauplatz, in jeder gegnerischen Armee, trifft Lorenz auf Deutsche. So geht es vor Bergen op Zoom eigentlich gegen die Spanier, doch Lorenz schießt auf dem Felde seinen besten Jugendfreund vom Pferd. Bei Stadtloo trifft Lorenz auf Levin Sander, kann ihn aber nicht fassen. Verwundet erreicht der Reiter mit Müh und Not Wolfenbüttel. Herr Algermann ist längst verstorben. Das Gasthaus „Zum springenden Roß“ ist niedergebrannt.
Im Dezember 1627 belagert der Pappenheimer Wolfenbüttel. Unter der Landbevölkerung, die in der befestigten Stadt Schutz sucht, entdeckt Lorenz auf den Stufen der Kirche Beatae Mariae Virginis Susanna mit ihrer 10-jährigen Tochter Herzeleid. Lorenz beschafft den beiden eine Unterkunft. Das Kind ist nicht getauft. Susannas Vater hat vor dem Tode die Tochter verflucht: Das Wasser möge ihr pikenhoch über den Leib gehen. Der Fluch erfüllt sich. Belagerer Pappenheim lässt Wolfenbüttel mit Oker-Wasser fluten. Mutter und Kind kommen bei der Winterskälte in dem Wasser um. Lorenzens verzweifelte Rettungsversuche in dem eiskalten Wasser waren vergeblich gewesen. 1632 ist für den Rittmeister Scheibenhart der Krieg zu Ende. Bei Lützen verliert er ein Bein und verfehlt zuvor wiederum Levin Sander.
Der invalide Erzähler trägt nach: Sein Widerpart Levin gerät am 8. Oktober 1641 bei Lutter am Barenberg in einen Hinterhalt der Protestanten. Der gegen Büchsenkugeln Gefeite wird vor Hildesheim erschlagen.

## Ausgaben

### Erstausgabe
- Halb Mähr, halb mehr! Erzählungen, Skizzen und Reime von Wilhelm Raabe. 177 Seiten. Ernst Schotte, Berlin 1859 (Der Weg zum Lachen. Der Student von Wittenberg. Weihnachtsgeister. Lorenz Scheibenhart. Einer aus der Menge)

### Verwendete Ausgabe
- Lorenz Scheibenhart. Ein Lebensbild aus wüster Zeit. S. 305–337. Mit einem Anhang, verfasst von Hans Oppermann und Eberhard Rohse, S. 575–587 in Karl Hoppe (Bearb.), Hans Oppermann (Bearb.): Die Kinder von Finkenrode. Der Weg zum Lachen. Der Student von Wittenberg. Weihnachtsgeister. Lorenz Scheibenhart. Einer aus der Menge. Die alte Universität. Der Junker von Denow. Aus dem Lebensbuch des Schulmeisterleins Michel Haas. Wer kann es wenden? Vandenhoeck & Ruprecht, Göttingen 1992. Bd. 2 (2. Aufl., besorgt von Eberhard Rohse), ISBN 3-525-20164-8 in Karl Hoppe (Hrsg.), Jost Schillemeit (Hrsg.), Hans Oppermann (Hrsg.), Kurt Schreinert (Hrsg.): Wilhelm Raabe. Sämtliche Werke. Braunschweiger Ausgabe. 24 Bde.